# 하비불로 압두사마토프
하비불로 이스마일로비치 압두사마토프(Хабибулло Исмаилович Абдусаматов, 1940년 10월 27일 ~ )는 소련 사마르칸트에서 출생한 러시아의 과학자 겸 정치인이다.
모스크바 대학교 객원교수 등을 지낸 그는 소련 천체물리학자 마지막 세대 중 일원이라 일컬어지는 이이기도 하다.